# New York Public Library
La New York Public Library (NYPL ; en français : « Bibliothèque publique de New York ») est un réseau de bibliothèques publiques situé dans la ville de New York. Avec près de 53 millions de documents, c'est la deuxième plus grande bibliothèque publique des États-Unis, derrière la Bibliothèque du Congrès. C'est une organisation à but non lucratif, gérée de façon indépendante avec des fonds à la fois publics et privés.
Outre la bibliothèque centrale (en) située sur la Cinquième Avenue à Manhattan, la NYPL possède plusieurs dizaines de succursales réparties dans les arrondissements de Manhattan, du Bronx et de Staten Island, ouvertes au public, qui sont constituées de bibliothèques scientifiques et des bibliothèques de prêt. Les deux autres arrondissements de la ville de New York, Brooklyn et Queens, sont desservis par deux autres réseaux indépendants que sont respectivement la Bibliothèque publique de Brooklyn et la Bibliothèque de Queens.
La NYPL entretient également des liens avec des librairies professionnelles et académiques situées dans les environs citadins de l'État de New York.
Les origines de la bibliothèque remontent au XIXe siècle et sa fondation comme ses racines résultent de la fusion de bibliothèques locales et d'une volonté philanthropique de riches Américains, notamment le magnat de l'acier Andrew Carnegie.

## Histoire

### Construction et ouverture
À la fin du XIXe siècle, la ville de New York disposait de deux grandes bibliothèques publiques : 
- L'Astor Library, créée grâce à un legs d'une valeur de 400 000 dollars, provenant de John Jacob Astor (1763-1848), qui avait ouvert ses portes en 1849 ;
- La Lenox Library, créée par James Lenox (1800-1880), un collectionneur de livres, qui était située sur la 5e avenue, à l'emplacement actuel de la Frick Collection.

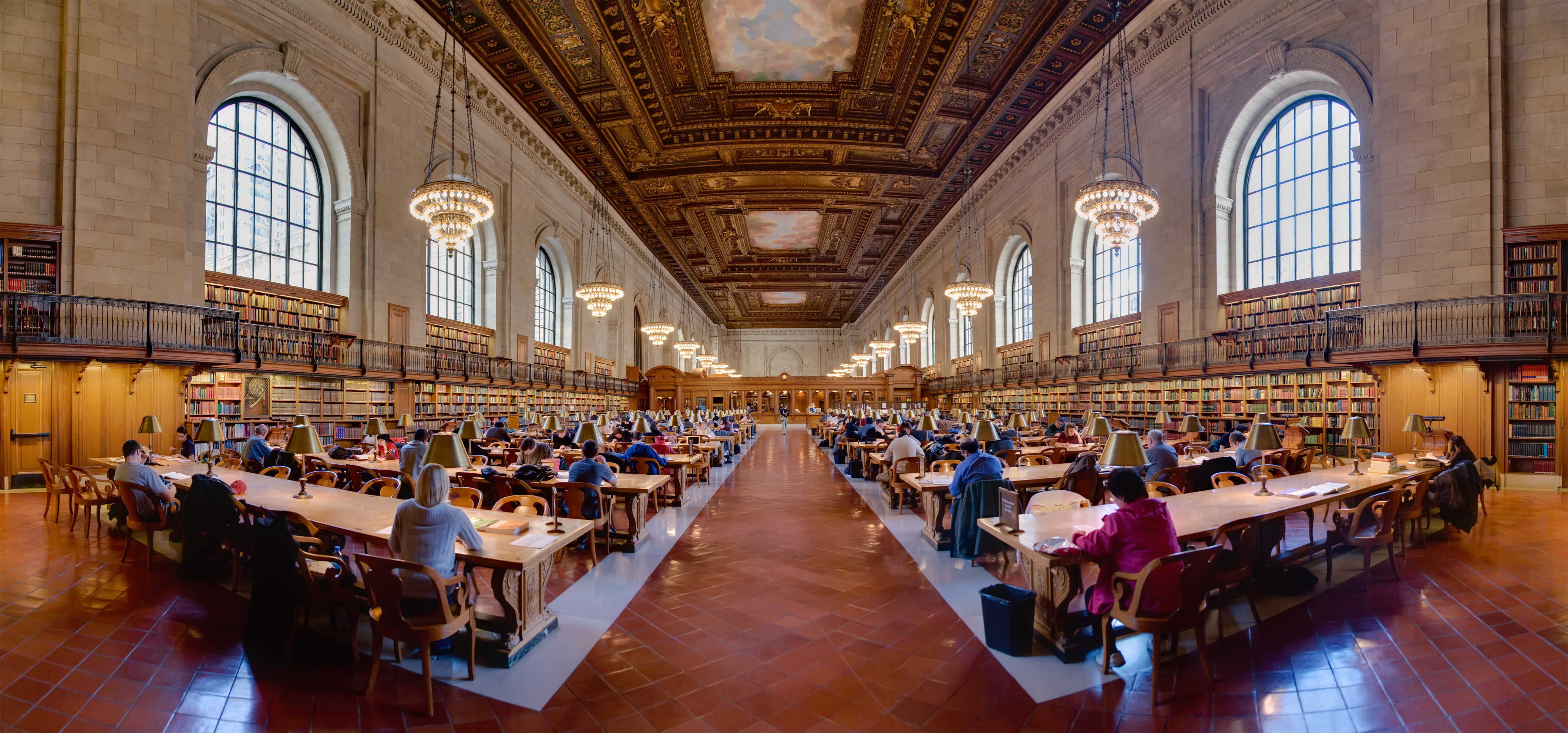
Intérieur de la NYPL.

En 1886, Samuel J. Tilden (1814-1886) fait un legs d'environ 2,4 millions de dollars pour créer une nouvelle bibliothèque. Le 23 mai 1895, John Bigelow (1817 - 1911), un avocat new-yorkais et l'exécuteur testamentaire de Samuel Tilden, combine un plan pour associer les ressources des bibliothèques Lenox et Astor (qui sont alors à court d'argent) avec le don de Samuel Tilden pour créer une fondation privée nommée The New York Public Library, Astor, Lenox and Tilden Foundations. Le 11 décembre, la fondation nomme Docteur John Shaw Billings comme directeur. Le maire de New York William Strong décide d’investir et de participer à la réalisation de ce projet dès avril 1896.
La nouvelle bibliothèque fusionne également avec la New York Free Circulating Library en février 1901. Andrew Carnegie offre 5,2 millions de dollars pour construire des succursales, à la condition que la ville de New York assure leur fonctionnement et leur maintenance. 2 509 « bibliothèques Carnegie » verront ainsi le jour entre 1883 et 1929, dont 1 689 aux États-Unis, 660 en Grande-Bretagne et en Irlande, 156 au Canada, le reste en Nouvelle-Zélande, dans les îles Caraïbes et dans les îles Fidji. Carnegie est animé par sa philosophie préconisée dans son texte The Gospel of Wealth (en) (L'Évangile de la richesse). Selon lui, un riche entrepreneur ou investisseur doit réaliser de nombreuses activités philanthropiques afin de faire progresser et d’améliorer le sort d’une communauté. Toutefois, cette même communauté se doit, avec l’aide de ces dons, d’agir par elle-même pour bâtir son avenir.
Contrairement à la bibliothèque Astor qui a rapidement été écartée des discussions, un agrandissement de la bibliothèque de Lenox, avec la permission d'Henrietta Lenox, a été initialement envisagé comme possible bâtiment principal. Toutefois, cette décision n'était pas accueillie favorablement par le conseil administratif de la NYPL qui considérait ce choix d'emplacement comme une concentration des lieux de la culture aux élites locales tout en dépendant de la famille d'Henrietta Lenox. Finalement, afin de mieux accommoder la classe populaire de Manhattan, il a été décidé par le conseil administratif de  la NYPL et la mairie new-yorkaise le 8 décembre 1897 de construire le bâtiment principal de la NYPL le long de la 5e avenue de Manhattan, entre les 40e et 42e rues. Ce site de 87 500 pieds carrés correspondait à l’emplacement du réservoir désaffecté de Croton. Par la suite, D. Billings a désigné le plan simplifié de la bibliothèque pour servir de base pour les deux concours architecturaux. Notamment, son dessin comportait un aspect essentiel : une salle de lecture monumentale à aire ouverte à l’étage supérieur, au-dessus des rayonnages.
Le 10 novembre 1897, le cabinet d'architectes Carrère and Hastings (en) est sélectionné pour élaborer les plans de la bibliothèque. La bibliothèque centrale (New York Public Library Main Branch (en)), située dans le Bryant Park, ouvre au public le 24 mai 1911 après quatorze ans de travaux. Sa construction a coûté la ville de New York $9 002 523.09. La mission initiale de la NYPL est d’offrir un accès plus large aux ouvrages scientifiques et aux livres de fictions à l’ensemble des New-Yorkais afin de favoriser le développement continu d’une société du savoir et de permettre la possibilité d’élévation du statut social. Les fameux lions qui en gardent l'entrée sont sculptés par Edward Clark Potter (en). Dans les années 1930, ils sont surnommés « courage » et « patience » par le maire Fiorello La Guardia.

### La NYPL lors de la guerre froide
Au lendemain de la Seconde Guerre mondiale, le nombre de visiteurs à la NYPL et ses acquisitions sont en constante augmentation. Le grand réseau new-yorkais avait pu recevoir un important financement de la ville lors de la crise économique des années 1930, ce qui lui a permis de continuer ses activités éducatives et culturelles jugées essentielles pour l’ensemble des citoyens de la métropole en ces temps difficiles. En 1946, le réseau de la NYPL était désormais rendu à 63 bibliothèques dans ses trois quartiers desservis. En 1954, elle était la bibliothèque la plus visitée au pays.
Or, cette période d’après-guerre correspond aussi à une période de méfiance des autorités fédérales envers toutes idées liées de près ou de loin au communisme. Même si elle essaie d’entretenir une collection de livres équilibrée, la NYPL n’est pas épargnée par ce climat de méfiance issue de la guerre froide. Elle entrepose dans des abris anti-nucléaires au Connecticut d’importants ouvrages de l’histoire des États-Unis lors de la guerre de Corée.
La direction agit timidement vis-à-vis des lois mises en place sous les administrations présidentielles pour contrer les activités jugées « anti-américaines ». La direction de la NYPL ne se rallie pas explicitement au discours critique de l’American Library Association (ALA) envers les tentatives de censure du gouvernement américain. Cependant, certains employés de la NYPL se permettent d’allier leur voix avec celle de l’ALA. Ils joueront un rôle important dans l’amendement de la Charte des droits des lecteurs de l’ALA en 1948 afin de défendre la liberté intellectuelle menacée par les lois anti-communistes.  
Certains dons de la NYPL sont surveillés et entravés par le Subversive Activities Control Board (en), dont l’acquisition en 1951 des archives des vétérans de la Brigade Abraham Lincoln et ceux du Parti communiste américain. Certains articles du Bulletin de la NYPL sont la cible des lois contre l’anti-américanisme. Les services de la NYPL et sa mission éducative sont aussi entravés par les surveillances des autorités américaines.

### Les premiers changements
Dans les années 1970, le bâtiment principal est concentré sur la consultation sur place, l'activité de prêt étant transférée dans un autre bâtiment. Dans les années 1980, la bibliothèque s'agrandit de plus de 10 000 m2, par l'ajout de salles souterraines.

### Les nouveaux projets

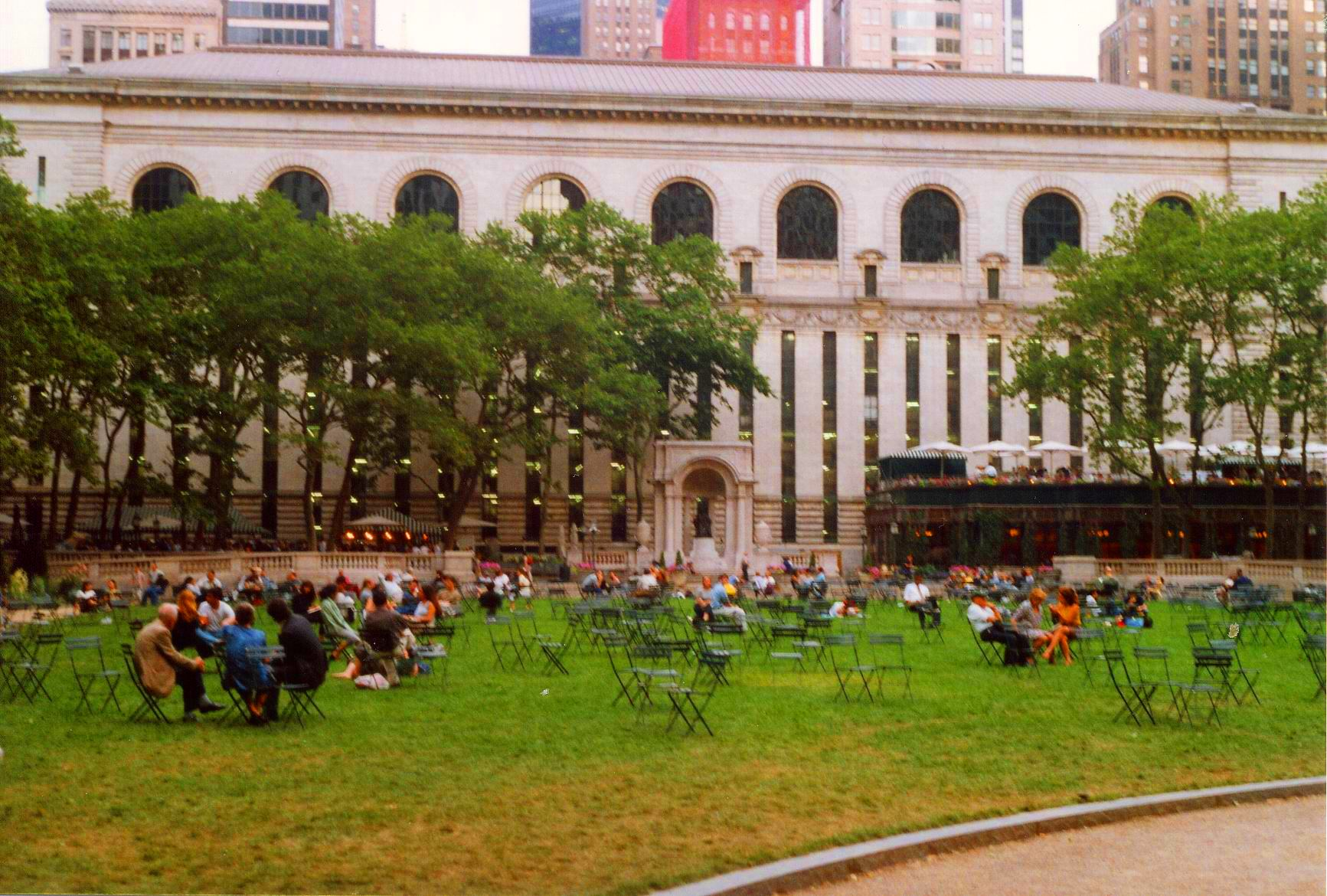
Bryant Park.

Un nouvel agrandissement est envisagé en 2000 mais les attentats du 11 septembre 2001 en empêchent l'aboutissement et la bibliothèque connaît une période difficile. Les derniers projets prévoient de réutiliser les galeries sous Bryant Park, le jardin public attenant, comme magasins et de retransformer les magasins existants en salles de lecture. Le coût est estimé à 1,2 milliard de dollars et le projet ne devrait pas voir le jour avant 2014,. En 2008, l'institution annonce que le bâtiment de la bibliothèque centrale sera rebaptisé Stephen A. Schwarzman Building en l'honneur de l'homme d'affaires Stephen A. Schwarzman qui fit don de 100 millions de dollars pour le financement du projet.

### La machine de tri
En 2010, la NYPL a déplacé certains de ses bureaux dans un nouveau centre de services de bibliothèque (Library Services Center) à Long Island City. Un ancien entrepôt a été rénové pour un coût de 50 millions de dollars à cet effet. Dans le sous-sol de l’édifice, on trouve une nouvelle machine de tri d’une valeur de 2,3 millions de dollars, qui permet d’organiser les documents pour les expédier vers les 132 différentes succursales. Grâce à sa grandeur atteignant les deux tiers d’un terrain de football américain, cette machine est la plus grande de sa catégorie, si on en croit les employés de la bibliothèque. Les temps d’attente liés aux transferts entre succursales a été réduit d’au moins une journée depuis que les livres passent tous par la machine de tri lors du passage d’un endroit à un autre. Avec l’aide de 14 employés, la machine est capable de trier 7 500 documents à l’heure, ou 125 documents à la minute. Au premier étage de ce nouveau centre de services se trouve un bureau de commandes et de catalogage. Le département d’imagerie numérique a été transféré de l’édifice principal (New York Public Library Main Branch (en)) vers le deuxième étage du centre, où est aussi établie la division des archives et des manuscrits. Les bureaux de cette dernière sont évidemment maintenus à une température basse pour mieux préserver les anciens documents. Enfin, la division de préservation Barbara-Goldsmith se trouve au troisième étage et compte 10 employés (en 2010), pour une capacité maximale de 30. La tâche de cette division est de préserver l’intégrité physique et intellectuelle des documents de la NYPL, afin d‘assurer la survie à long terme de l’importante collection accessible au public.

## Architecture

### Architecture de l'édifice Stephen Schwarzman
L’édifice principal de la NYPL est construit dans le style de Beaux-arts, dont un centre cloisonné avec des ailes. En façade, le portique central contient trois baies en arc-ronds divisées par de colonnes d’ordre corinthien. 
Par-dessus l’entablement, un attique avec six figures allégoriques sculptées par Paul Wayland Bartlett qui représentent les domaines de la collection de la bibliothèque dont : (de gauche à droite) l’Histoire, la Romance, la Poésie, la Religion, le Drame et la Philosophie. 
Lors de son ouverture, la NYPL était la plus grande structure en marbre aux États-Unis composée d'à peu près 530 000 pieds cubiques de marbre et d’une épaisseur extérieure en moyenne de douze pouces. Ce marbre provenait de deux carrières sur la montagne Dorset à Vermont. 
L’édifice est élevé sur une terrasse en retrait de la rue. Cette prévoyance de la part des architectes évite l’empiètement par d’autres bâtiments et assure sa luminosité.

#### Rose Main Reading Room
La salle de lecture principale de la NYPL, la salle 315, se situe au troisième étage et est à aire ouverte comme précisée dans le dessin original de D. Billings. 
La salle mesure 78 x 297 pieds et 51 pieds et 1 7/8 pouces en hauteur. Cette salle est une des plus grandes au pays avec un plafond ininterrompu par un dôme ou des colonnes qui est une caractéristique d’ingénierie remarquable. 
Les sept couches de rayonnages en acier et fonte en dessus de la salle sont la structure de support permettant la construction d’une pièce d’une telle longueur sans supports structurants internes. Le plafond est orné par trois panneaux illustrant le ciel avec des nuages peints par James Wall Fin. 
Lors de la restauration de la salle en 1997-98, ces trois panneaux sont jugés trop endommagés et sont repeints par l’artiste Yohannes Aynalem. La salle est renommée The Deborah, Jonathan F.P., Samuel Priest, and Adam Raphael Rose Main Reading Room pour marquer la donation de 15 000 000$ par Frederick Phineas Rose et Sandra Priest Rose (nommée après leurs enfants) afin de financer la rénovation entreprise par le cabinet d’architectes Davis Brody Bond en 1997-98.

#### South Court Building
En juin 2002, la NYPL ouvre le South Court Building qui est une structure en verre de six étages conçue par le cabinet d’architectes Davis Brody Bond, s’élevant de la cour sud de l’édifice Stephen A. Schwarzman. Ce fut la première structure permanente au-dessus de la surface à être ajoutée à l’édifice principal de la bibliothèque depuis son ouverture en 1911. En contraste du style classique de l’édifice original, l’architecture de la South Court Building est contemporaine. Toutefois, des éléments de cette nouvelle structure évoquent l’histoire de son emplacement: une partie de la fondation du réservoir de distribution Croton est incorporée visiblement dans la fondation de cet édifice et son intérieur est recouvert de marbre de la même carrière de Vermont que la façade de l’édifice principale de la NYPL.

## Publications
Dès 1897, la NYPL publie des articles dans sa propre revue nommée Bulletin of the New York Public Library. Un volume annuel compte 10 numéros. Le Bulletin of the  New York Public Library publie un dernier volume en 1977. 
Elle est renommée le Bulletin of Research in the Humanities de 1978 à 1987, tout en soulignant la volonté de la nouvelle édition de mettre une plus grande emphase sur un contenu d'articles de recherche en sciences et  en littérature. 
Les deux revues traitent principalement des collections et des expositions de la NYPL, tout en racontant, pour le premier numéro paru en 1897, la composition du conseil d'administration, de la direction et de la formation de réseau des bibliothèques publiques de la ville de New York. 
Au dernier numéro de chaque volume, nous retrouvons un rapport annuel  traitant des acquisitions de chacune de collections  de la NYPL, ainsi qu'un rapport annuel portant sur l'état des finances, du nombre d'employés, des membres du conseil d'administration, ainsi que des informations et les coordonnées des bibliothèques de la NYPL.

### Biblion
Afin de promouvoir et rendre accessible sa collection extensive, la NYPL a publié la revue savante Biblion (1992-2001), avec un succès limité. 
Avec l’advenant de l’iPad, Biblion est reimaginée comme Biblion: The Boundless Library, une expérience numérique permettant aux utilisateurs d’accéder aux collections sous forme de narrative multidimensionnel. 
En 2011, l’application Biblion lance sa première édition titrée Biblion: The World of Tomorrow explorant la collection de la New York’s World fair 1939/1940 et diffuse numériquement 700 objets rares de sa collection. 
Cette application remporte le titre de Apple’s 2011 Education iPad App. 
La deuxième édition de l’application est lancée en 2012, intitulée Frankenstein: The Afterlife of Shelley’s Circle qui comporte parmi sa collection diffusée 500 items rares, et plus de 750 documents de première source.

## Collections
En 2022, la NYPL comportait 92 bibliothèques dont l'accès est gratuit : 4 bibliothèques de recherche sans prêt, 4 bibliothèques de prêt principales, 1 bibliothèque pour les aveugles et personnes handicapées, et 77 bibliothèques locales dans les 3 quartiers desservis.
En 2007, les collections de recherche comptaient près de 44 millions de documents, dont près de 16 millions de livres. Les bibliothèques locales comptaient plus de 7 millions de documents, dont plus de 4 millions de livres. Au total, les collections se montent à plus de 50 millions de documents, dont plus de 20 millions de livres, un nombre qui n'est dépassé que par la bibliothèque du Congrès et la British Library.
Les collections comptent aussi 17 000 menus consultables en ligne à travers une interface dédiée.
La NYPL est l’une des bibliothèques américaines qui contiennent les plus importantes collections d’ouvrages littéraires français et de documents rattachés à l’histoire de la France. L’agrandissement des collections françaises de la NYPL a principalement été réalisé entre 1945 et 1960 par des dons des gouvernements français aux gouvernements américains. Les collections françaises de la NYPL sont composées entre autres de plus de 50 000 documents issus de la Révolution française, ainsi que de pamphlétaires datant des XVIe et XVIIe siècles.

### Polonsky Exhibition of the New York Public Library's Treasures
En septembre 2021, la NYPL lance sa première exposition permanente, la Polonsky Exhibition of the New York Public Library's Treasures, qui présente la collection d’objets amassés par la NYPL depuis sa création. Installée au Gottesman Hall du Stephen A. Schwarzman Building, cette exposition couvre 4 000 ans d’histoire avec plus de 250 objets, lesquels sont divisés en 9 catégories :
- Beginnings (Débuts)
- Performance (Performance)
- Explorations (Explorations)
- Fortitude (Courage)
- The Written Word (L'écriture)
- The Visual World (Le monde visuel)
- Childhood (L'enfance)
- Belief (Croyance)
- New York City (La ville de New York)[58]

Parmi ces objets se trouvent, par exemple, une mèche de cheveux de Ludwig van Beethoven, le porte-documents de Malcolm X ou encore une première édition de la Bible du Roi Jacques datant du début du XVIIe siècle. Afin de rendre l’exposition dynamique et ainsi présenter le plus grand nombre possible d’objets parmi les 56 millions qu’elle possède, la NYPL effectue une rotation de ces derniers.

## Succursales
Le système de la New York Public Library maintient son engagement à être une bibliothèque de prêt au travers de ses succursales dans le Bronx, Manhattan et Staten Island, incluant la Mid-Manhattan Library, la Andrew Heiskell Braille and Talking Book Library, les collections de prêt de la Science, Industry and Business Library, et les collections de prêt de la Library for the Performing Arts. Les succursales forment la troisième plus grande bibliothèque des États-Unis. Ces librairies de prêt mettent à la disposition du public une grande variété de collections, de programmes et de services, y compris la célèbre Picture Collection de la Mid-Manhattan Library et le Media Center de Donnell.
Actuellement, le réseau de la New York Public Library compte quatre bibliothèques de recherche pour consultation (le Stephen A. Schwarzman Building, la New York Public Library for the Performing Arts, Dorothy and Lewis B. Cullman Center, le Schomburg Center for Research in Black Culture et la Science, Industry and Business Library) et 88 succursales dont 40 à Manhattan, 35 dans le Bronx, et 13 sur Staten Island.
Sur ces 88 bibliothèques, le réseau compte :
- quatre principales bibliothèques de prêt,
- une bibliothèque pour personnes aveugles et personnes handicapées.

Toutes les bibliothèques de la NYPL peuvent être utilisées gratuitement par tous les visiteurs. En 2010, les collections pour consultation comptaient 44 507 623 éléments (livres, vidéos, cartes, etc.). Les succursales comptaient 8 438 775 éléments. Au total, les collections comptent près de 53 millions d'éléments, un nombre seulement dépassé par la bibliothèque du Congrès et la British Library.
La NYPL est aussi composée d’une vaste collection d’archives liées à l’histoire des arts de la scène américaine et européenne datant des XIXe et XXe siècles. Ces archives sont gérées par la NYPL for the Performing Arts. Cette division théâtrale est née en septembre 1931 à la suite du don de documents ayant appartenu au dramaturge David Belasco par son exécuteur testamentaire à la NYPL. Cette branche de la NYPL a aussi pris le nom de la Billy Rose Theatre Division, en l'honneur de Billy Rose, figure marquante du milieu artistique new-yorkais. La collection renferme plus de 10 millions d’archives qui concernent les arts de la scène sous différents formats (enregistrements vidéo et audio, photographies, manuscrits), dont la plupart sont accessibles en ligne via un catalogue numérique.
Le 2 mai 1996, la NYPL ouvre une nouvelle succursale au Midtown de Manhattan, la Science, Industry, and Business Library (SIBL), destinée principalement à offrir des services en informations à de petits entrepreneurs. Cette bibliothèque oriente ses collections autour des recherches et des ouvrages issus du monde des affaires et de l’économie, tout en misant sur les plus récents développements technologiques et informatiques. Dès ses premières années d’existence, la SIBL possédait une centaine de postes informatiques, le quintuple de tables de travail individuel munies d’une prise pour portable, ainsi qu’un accès internet gratuit pour ses usagers. La SIBL prête ses locaux spécialisés à des groupes d’entrepreneurs pour stimuler le développement et les innovations des start-ups américaines. Elle noue aussi d’importants contacts avec les milieux d'affaires de la métropole américaine, dont la chambre de commerce de Manhattan. L'édifice de la Midtown ferme en 2017 au profit de la Starvos Niarchos Foundation Library (SNFL) qui ouvre en 2020. Le  projet d'agrandissement de la bibliothèque située près du pavillon central a été rendu possible par un don de 20 millions de dollars offert par le couple James et Merryl Tisch en 2017. Le projet architectural de la SNFL a été réalisé par deux firmes d’architecture, soit HMA2 et StudioGC. La nouvelle bibliothèque est de 52 000 pieds carrés et offre à ses usagers un espace de libre circulation sur une terrasse sur le toit. La SNFL est formée de plusieurs espaces aménagés en fonction d'une grande variété d'usagers (enfants, adolescents, étudiants universitaires et jeunes entrepreneurs) qui demandent des services qui leur sont propres.
En octobre 2021, la NYPL annonce qu’elle abolit tous les frais de retard pour l’emprunt de livres et autres types de documents et que les frais existants seront supprimés des dossiers des abonnés de son réseau. Cette politique a été établie dans le but d’assurer l’accès à la connaissance pour tous. En effet, l’abolition des frais a débloqué environ 400 000 cartes de bibliothèques inadmissibles à l’emprunt en raison des frais de retard accumulés. Toutefois, les abonnés de la NYPL devront encore débourser pour le matériel perdu.
Ensemble, les trois systèmes de bibliothèques de la ville (New York Public Library, Brooklyn Public Library et Queens Library) comptent 209 succursales et 63 millions d'éléments dans leurs collections.

### Schomburg Centre for Research in Black Culture
Le Schomburg Center for Research in Black culture est une bibliothèque de référence et une succursale à Harlem de la NYPL.  Le centre comporte une collection importante d’Africana, dont un catalogue au-delà de 11 millions d’items. Le complexe contient également l’auditorium Langston Hughes, le American Negro Theatre, une salle d’exposition et la galerie Latimer/Edison. Originellement la succursale de Harlem sur 135th Street, le Schomburg Centre prend forme en mai 1926 avec l’achat, subventionné par une bourse de la Carnegie Corporation, de la collection privée de Alfonso Schomburg dédiée à la documentation et la réclamation de l’excellence africaine. En 1972, la bibliothèque est démarquée comme succursale de référence de la NYPL et est renommée de la Schomburg Center for Research in Black culture. Un nouvel édifice est érigé en 1980 sur Lenox Avenue afin d’accommoder la collection grandissante et le vieux site est désigné comme repère historique de la ville de New York en 1981.

## Services

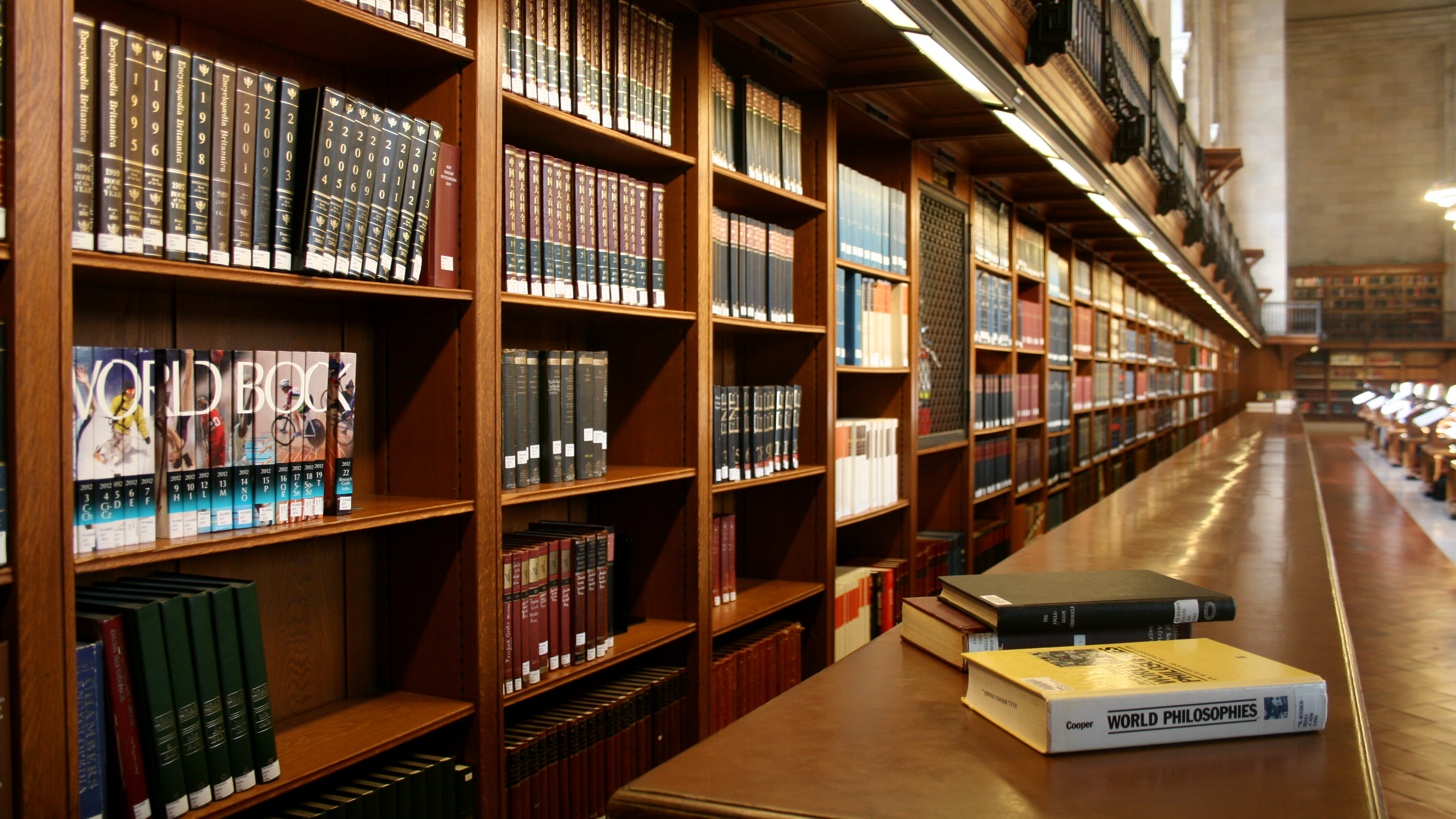
Étagères dans une des salles de recherches de la NYPL.

La NYPL offre de nombreux services à ses usagers. Entre autres, plusieurs programmes sont offerts pour aider les immigrants à s’acclimater à la vie aux États-Unis. Des cours pour apprendre à se trouver un emploi ou à développer certaines compétences de vie sont donnés par des bénévoles, en collaboration avec des organismes externes. Pour les gens qui ne parlent pas anglais, des cours d’anglais comme langue seconde (ESOL) sont donnés gratuitement dans différentes succursales.
En juillet 2017 a été annoncé le programme Subway Library, un partenariat entre la NYPL, la bibliothèque publique de Brooklyn, la bibliothèque de Queens, la Metropolitan Transportation Authority et la compagnie Transit Wireless. Ce programme donnait accès aux usagers du métro de New York à des livres numériques, des extraits de livres et des histoires courtes. Les usagers devaient simplement se connecter au réseau wifi gratuit du métro pour accéder au contenu. Le programme est maintenant terminé, mais il est encore possible d’obtenir les livres numériques dans l’application mobile SimplyE ou sur le site SimplyE.net.
Depuis juillet 2018, les usagers possédant une carte de la NYPL peuvent visiter gratuitement le Whitney Museum of American Art, le musée Guggenheim et 31 autres institutions culturelles de la ville de New York.
Un des services les plus populaires de la bibliothèque publique de New York est AskNYPL. Cette ligne téléphonique a été établie dans les années 1960 pour permettre aux gens de poser toutes leurs questions aux bibliothécaires. Ces questions peuvent être de nature logistique sur le fonctionnement des bibliothèques ou demander une recherche plus approfondie pour répondre à une interrogation. Il est maintenant possible de poser ses questions par courriel, par message texte ou même via un chat en direct.

### NYPL Labs
NYPL Labs a pour objectif de formater et repositionner les ressources de la bibliothèque pour le monde numérique. Ce projet est le successeur d’une ancienne unité de la NYPL nommée Digital Library Program (DLP), qui, de 2000 à 2008, a travaillé à rendre disponible sur le Web une grande partie des collections de la bibliothèque. En plus de superviser les opérations de numérisation, NYPL Labs collabore avec la communauté afin de produire différentes ressources numériques et réfléchir à l’utilisation de la technologie en bibliothèque.

### HotSpot
En 2015, la NYPL développe un service de prêt de HotSpot, qui permet aux utilisateurs d’accéder à l’internet gratuitement à partir des appareils portatifs d’internet broadband. 
Ce service compte 10,000 appareils HotSpot et est connecté au réseau cellulaire Sprint. Le but de ce service est de combler la fossée de la fracture numérique des ménages sans accès internet de New York qui est estimé à alentours 22% des ménages. 
Par ailleurs, la NYPL a collaboré avec les bibliothèques rurales des états de Maine et Kansas afin de développer leurs propres programmes de prêt HotSpot.

## Présence numérique
La NYPL a une présence active sur le Web. Elle possède des comptes qui publient de manière régulière sur les principaux médias sociaux tels que Facebook, Twitter, Instagram, YouTube et TikTok.
Les employés de la NYPL tiennent également à jour plusieurs blogues traitant différents sujets et/ou collections de l’institution, allant de la poésie à la littérature jeunesse, en passant par la musique populaire. La NYPL possédant la quatrième plus grande collection au monde, nombre de ressources rendues disponibles par cette bibliothèque sont inconnues du public. Les blogues ont pour mission de faire rayonner la grande offre informationnelle et documentaire de la NYPL tout en permettant aux bibliothécaires de mettre leur expertise à profit des utilisateurs. Pour le moment, les blogues se retrouvent dans une page qui leur est spécifiquement dédiée sur le site web de la NYPL mais, éventuellement, ce contenu sera accessible de n'importe quelle page, et ce, afin de pouvoir enrichir l’expérience générale quant à l’utilisation, ainsi que les résultats de recherche.

## Dans les arts
- La bibliothèque a été utilisée comme décor pour le film catastrophe Le Jour d'après, lors des scènes d'inondation de New York. C'est aussi le refuge des personnages de ce film.
- Dans le film Le Secret de la planète des singes (deuxième volet de la saga La Planète des singes) le héros se retrouve face aux ruines de la bibliothèque.
- Dans le film John Wick 2, le héros y apparaît dans une scène de bagarre.
- Dans le film SOS Fantômes (Ghostbusters), le lieu est hanté par le fantôme de l'ancienne bibliothécaire.
- Dans le film Oblivion, Jack Harper (incarné par Tom Cruise) s'enfonce dans les ruines de la bibliothèque et y est attaqué par des « Chacals ». Il en rapporte un livre traitant de la Rome antique.
- Frederick Wiseman consacre en 2017 un documentaire de 3 h 17 min à la New York Public Library intitulé Ex Libris
- La bibliothèque fait également plusieurs apparitions dans le manga Banana Fish d'Akimi Yoshida, sorti en mai 1985, et dans son adaptation en anime, diffusée en juillet 2018.